# Melanie Stabel
Melanie Stabel (* 30. September 1999) ist eine deutsche gehörlose Sportschützin und Trägerin des Silbernen Lorbeerblattes.

## Sportliche Laufbahn
Melanie Stabel ist als Sportschützin Mitglied des GSV Augsburg. 2017 wurde sie in die Deutsche Gehörlosennationalmannschaft berufen, mit der sie an den XXIII. Deaflympischen Sommerspielen 2017 in Samsun in der Türkei teilnahm. Hier gewann sie insgesamt drei Medaillen: eine Goldmedaille im Luftgewehr und im Kleinkaliber 3-Stellungsschießen sowie im KK Liegend jeweils eine Silbermedaille.
Für diesen Erfolg verlieh ihr Bundespräsident Frank-Walter Steinmeier am 13. Oktober 2017 das Silberne Lorbeerblatt.
2019 nahm sie mit der Deutschen Gehörlosennationalmannschaft an den Gehörloseneuropameisterschaften in Moskau teil und gewann eine Gold- und eine Silbermedaille.